# ایبوکی ناگایی
ایبوکی ناگایی (انگلیسی: Ibuki Nagae؛ زادهٔ ۳ مارس ۲۰۰۲) بازیکن فوتبال اهل ژاپن است.